# August Hövemeyer
August Hövemeyer (* 23. September 1824 in Bückeburg; † 13. Januar 1878 in München) war ein deutscher Historienmaler. Er war einer der letzten Vertreter der Cornelianischen Schule in München.

## Leben
August Hövemeyer war der Sohn eines Dekorationsmalers, von dem er auch seinen ersten künstlerischen Unterricht erhielt. Er erlernte den Beruf seines Vaters und übte diesen auch einige Jahre aus. Mit 24 Jahren ging er 1848 nach München und begann dort an der Kunstakademie zu studieren. Er wurde zuerst von Wilhelm von Kaulbach, dann von Moritz von Schwind unterrichtet und studierte schließlich die Werke Genellis.
Als Meisterschüler schuf Hövemeyer 1851 zehn Allegorien in Fresko- und Sgraffitotechnik für eine Villa des bayerischen Königs Maximilian II. Einige Zeit wirkte Hövemeyer auch im Atelier von Schwind.
Als Historienmaler schuf Hövemeyer 1853 eine Vorstudie der Vertreibung aus dem Paradies, die er 1854 in Öl ausführte. Es folgten Die Christnacht, mehrere allegorische Wandmalereien im alten Bahnhof von Würzburg, im Bundeshaus in Bern und im ehemaligen Museum in Leipzig sowie 1851 zehn das Gebirgsleben allegorisierende Figuren in der königlichen Villa in Berchtesgaden und 1862 sein Karton Die Sündflut.
In den Jahren 1864 und 1865 unternahm er eine Studienreise nach Italien. Seit dieser Reise fixierte er sich hauptsächlich auf die Raffaelsche Behandlung antiker Mythen, dem er in einer Reihe Sgraffitos in Stuttgart und Reichenhall, sowie am Münchener Polytechnikum und in den Gewölbemalereien eines Korridors dort nachstrebte. Die politischen Ereignisse von 1870/71 inspirierten Hövemeyer zu seinem Werk Die Erweckung Kaiser Karls des Großen. Seine letzte monumentale Arbeit war die Verzierung des großen Saales im Ludwigshafener Eisenbahn-Direktionsgebäude mit zehn großen Deckenbildern und allegorischen Figuren zwischen 1872 und 74. Die Ölbildserie Die Geschichte der Psyche in mehreren Szenen, mit der sich wiederum entschieden an Raffael anlehnte, konnte er vor seinem Tod nicht mehr vollenden: August Hövemeyer starb am 13. Januar 1878 in München.
Hövemeyer heiratete am 5. März 1855 Karoline „Lina“ List (1829–1911), eine Tochter von Friedrich List. Das Paar hatte sechs Kinder, darunter Sohn Friedrich (1861–1931), der ab 1878 ebenfalls an der Münchner Akademie studierte, zwei starben bei der Geburt. Nach dem Tode ihres Mannes betätigte sich Lina, die auch ein förderungswürdiges Talent zum Zeichnen und Malen besaß, als Malerin. Dabei schuf sie einige bemerkenswerte Ölgemälde ihres Vaters, die sie aus der Erinnerung malte. Sie starb im Alter von 73 Jahren im Jahre 1911 in München.

## Rezeption
„Gebrach es seinem unbestreitbaren Talente an eigentlicher Ursprünglichkeit und Selbständigkeit, so hinderte dies, zusammen mit einem sehr zurückhaltenden, in sich gekehrten, melancholischen Charakter seinen äußeren Erfolg. Dennoch sind seine Arbeiten wohlthuende Zeugnisse eines am besten gebildeten Geschmacks und eines schönen, wenn auch unvollständig entwickelten künstlerischen Gestaltungsvermögens, das sich aber doch der Formen des großen historischen Stils mit auffallender Sicherheit bemächtigt.“

## Belege
1. 1 2  Matrikel AdBK München: 03586 Friedrich Hövemeyer, Zugriff am 5. April 2010
2. ↑  Eugen Wendler: Durch Wohlstand zur Freiheit: Neues zum Leben und Werk von Friedrich List, Nomos, Baden-Baden 2004, ISBN 9783832903251
3. ↑  Eugen Wendler: Friedrich List: Leben u. Wirken in Dokumenten, Verlagshaus Reutlingen Oertel u. Spörer, Reutlingen 1976, ISBN 9783921017500
4. ↑  Friedrich List und seine Familienangehörigen

| Personendaten    | Personendaten            |
| ---------------- | ------------------------ |
| NAME             | Hövemeyer, August        |
| KURZBESCHREIBUNG | deutscher Historienmaler |
| GEBURTSDATUM     | 23. September 1824       |
| GEBURTSORT       | Bückeburg                |
| STERBEDATUM      | 13. Januar 1878          |
| STERBEORT        | München                  |